# Tierra Blanca, Tenancingo
Tierra Blanca är en ort i Mexiko.   Den ligger i kommunen Tenancingo och delstaten Mexiko, i den sydöstra delen av landet, 70 km sydväst om huvudstaden Mexico City. Tierra Blanca ligger 2 106 meter över havet och antalet invånare är 1 240.
Terrängen runt Tierra Blanca är lite bergig. Runt Tierra Blanca är det tätbefolkat, med 550 invånare per kvadratkilometer. Närmaste större samhälle är Tenancingo de Degollado, 1,2 km söder om Tierra Blanca. Omgivningarna runt Tierra Blanca är en mosaik av jordbruksmark och naturlig växtlighet.